# Lifehack
Lifehacks er betegnelsen for alle de ting, der gør tingene lidt lettere, samtidigt med at man bliver mere produktiv.

## Definition
Den originale definition af termen lifehack refererede til hurtige shell scripts og andre command line utilities – nyttige småcomputerprogrammer – der filtrerede og processerede datastrømme såsom email og RSS feeds. 
I dag er alt der løser hverdagsproblemer på en klog eller ikke så umiddelbar måde et lifehack. Termen er blevet mere populær i kraft af at det er blevet mere populært at blogge og bruges primært af "nørder", der lider af information overload – for meget information – eller dem der synes det er sjovt at lege med den måde, de arbejder på i det daglige.